# 卡路士·韋拉
卡路士·韋拉（Carlos Vera，1976年6月25日—），是厄瓜多尔足球裁判，他於2006年起成為國際足協的國際裁判，得以為國際比賽執法。翌年，他為泛美運動會的初賽和銅牌賽執法。2010年，他為兩場世界盃南美洲區外圍賽執法。2012年，為兩場世界冠軍球會盃執法。2014年1月，成為2014年世界盃的球證之一。

## 資料來源
1. 1 2  .   [2014-06-09]. （原始内容存档于2016-03-05）.